# Молчаново Левое
Молчаново Левое — деревня в Чернском районе Тульской области России.
В рамках административно-территориального устройства является центром Молчановской сельской администрации Чернского района, в рамках организации местного самоуправления входит в Липицкое сельское поселение.

## География
Расположена на левом берегу реки Зуша, в 97 км к югу от областного центра и в 37 км к юго-востоку от райцентра, пгт Чернь.
Юго-западнее находится деревня Молчаново Правое.

## Население
| 2002 | 2010 |
| ---- | ---- |
| 240  | ↘236 |

Население — 236 чел. (2010).